# Larutia trifasciata
Larutia trifasciata là một loài thằn lằn trong họ Scincidae. Loài này được Tweedie mô tả khoa học đầu tiên năm 1940.